# イェレナ・ムルキッチ
イェレナ・ムルキッチ（セルビア語: Јелена Мркић / Jelena Mrkić、1983年4月19日 - は、クロアチア出身のセルビア人ターボ・フォーク歌手である。代表曲として知られる「Doveče」は、扇情的なレズビアニズムのビデオ・クリップで注目された。
1983年にクロアチアのザダルに生まれ、9歳までベンコヴァツ（Benkovac）で過ごす。両親の離婚後、母親とともにセルビアのノヴィ・サドへ移住した。
ベオグラードのラジオ局Feras S主催によるセルビア・ラジオ・フェスティバル2005年に参加して「Biću Tvoja」を歌い、また2006年にも同フェスティバルに参加して「Ludi na smenu」を歌った。
2010年にセルビア版サバイバー（Survivor Srbija）の第3シーズンに出演し、フィリピン・カラモアン半島で1か月を過ごした。番組ではそれまでのスキャンダラスで攻撃的なイメージに反し、控えめでおとなしい姿をみせており、インタビューでは従来のイメージは「マスコミによって作り上げられたもの」と話している。いとこのナターシャ・ベクヴァラツも歌手である。

## アルバム
- Dance hit（2005年、Music Star）
- Na vreme（2007年、City records）